# ریچارد ولهایم
ریچارد آرتور ولهایم (به انگلیسی: Richard Wollheim) (زاده ۵ مه ۱۹۲۳–۴ نوامبر ۲۰۰۳) یک فیلسوف بریتانیایی بود که به‌دلیل فعالیت‌هایش در فلسفه ذهن، واکنش‌های عاطفی و هنرهای تجسمی، به‌ویژه نقاشی مورد توجه قرار گرفت. ولهایم از سال ۱۹۹۲ تا زمان مرگش (سال ۲۰۰۳) به عنوان رئیس انجمن زیبایی‌شناسی بریتانیا خدمت کرد.

## زندگی
ریچارد ولهایم پسر اریک ولهایم، مدیر سالن تئاتر، و کنستانس (کانی) مری بیکر، بازیگر بود، که از نام هنری کنستانس لوترل استفاده می‌کرد. او در مدرسه وست مینستر لندن و کالج بالیول آکسفورد (۱۹۴۱–۲, ۱۹۴۵–۱۹۴۵) تحصیل کرد. در سال ۱۹۴۹ در رشته‌های فلسفه، سیاست و اقتصاد موفق به دریافت تقدیرنامه شد و تدریس در کالج دانشگاهی لندن را آغاز کرد، از سال ۱۹۶۳ تا ۱۹۸۲ به‌عنوان استاد ذهن و منطق و مدیر این گروه منصوب شد. بعدتر او از آن سمت کناره‌گیری کرد و در دانشگاه کلمبیا (۱۹۸۲–۱۹۸۵) و سپس در دانشگاه کالیفرنیا در برکلی (۱۹۸۵–۲۰۰۲) کرسی استادی گرفت. او ریاست دپارتمان دانشگاه کالیفرنیا، (۱۹۹۸–۲۰۰۲) را بر عهده داشت. پس از بازنشستگی از برکلی، او برای مدت کوتاهی به‌عنوان مدرس مدعو در کالج بالیول مشغول به کار شد. علاوه بر این‌ها، او در دانشگاه هاروارد، دانشگاه مینه‌سوتا، مرکز فارغ‌التحصیلان دانشگاه شهری نیویورک، دانشگاه کالیفرنیا در دیویس و جاهای دیگر مشغول به کار بود. ولهایم چندین مجموعه سخنرانی برجسته، به ویژه سخنرانی‌های اندرو ام. ملون در هنرهای زیبای گالری ملی هنر، واشینگتن دی سی (۱۹۸۴)، که با عنوان «نقاشی به‌مثابه هنر» منتشر شد، ارائه کرد.
در سال ۱۹۶۲، مقاله‌ای با عنوان «پارادوکسی در نظریه دموکراسی» منتشر کرد، که در آن استدلال کرد که یک فرد طرفدار دموکراسی، هنگام رأی دادن با تناقض روبه‌رو می‌شود؛ او از یک طرف می‌خواهد یک حزب یا نامزد خاص پیروز شود، اما از طرف دیگر می‌خواهد هرکسی که بیشترین رأی را به دست آورد، برنده شود. این نظریه به پارادوکس ولهایم معروف شده‌است.
کتاب "هنر و اشیاء" او یکی از تأثیرگذارترین متون قرن بیستم در زیبایی‌شناسی فلسفی به زبان انگلیسی است. او در مقاله‌ای در سال ۱۹۶۵، «هنر حداقلی» (مینیمالیسم)، را مطرح کرد، که این عبارت ابداع خود اوست. ولهایم علاوه بر کارش در زمینه فلسفه هنر، به دلیل درمان‌های فلسفی روان‌شناسی عمق زیگموند فروید، شهرت داشت. زندگی‌نامه او که پس از مرگش منتشر شد، «میکروب‌ها: خاطرات کودکی»، اطلاعات خوبی را در مورد پیشینه خانوادگی و زندگی او تا اوایل جوانی فاش می‌کند و مطالب ارزش‌مندی در مورد درک علایق و حساسیت‌های او ارائه می‌دهد.

## زندگی شخصی
ولهایم پس از جدایی از همسر اولش، با آن باربارا دنیس (۱۹۲۰–۲۰۰۴) ازدواج کرد. آن‌ها صاحب پسران دوقلو به نام‌های برونو و روپرت شدند. ازدواج آن‌ها در سال ۱۹۶۷ به جدایی کشید. ولهایم در سال ۱۹۶۹ با مری دی لنیر ازدواج کرد. نام دختر آن‌ها امیلیا است.

## آثار
برای کتاب‌شناسی آثار ریچارد وولهایم به سایت UC-Irvine که متعلق به ادی یقیاییان که یک کتاب‌شناس حرفه‌ای است مراجعه کنید. همچنین به فهرست «فیل‌وب» مراجعه کنید.
توجه: با توجه به ذهن منحصربه‌فرد، شخصیت، و سبک‌های نوشتاری متمایز او، همراه با کنجکاوی و اجتماعی بودن او، بسیاری از آثار ریچارد ولهایم خارج از مقوله‌های آکادمیک هستند. او علاوه بر کتاب‌ها، مقالات بسیاری را در مجلات و مجموعه‌های ویرایشی، نقد کتاب و کاتالوگ‌های گالری برای رویدادها منتشر کرد. او همچنین نوشته‌هایی را در دست‌نوشته‌ها، نامه‌ها و ضبط‌شده‌های سخنرانی‌های خود به جای گذاشته‌است.

### کتاب‌ها و آثار منتشرشده جداگانه (برگزیده)
- اف اچ بردلی. هارموندزورث؛ بالتیمور: پنگوئن، ۱۹۵۹. نسخه دوم، ۱۹۶۹.
- «سوسیالیسم و فرهنگ». (تراکت فابیان، ۳۳۱.) لندن: انجمن فابیان، ۱۹۶۱.
- «در مورد ترسیم یک شیء». لندن: دانشگاه کالج، ۱۹۶۵ (مقاله طولانی). نماینده در هنر و ذهن.
- «هنر و اشیاء آن: درآمدی بر زیبایی‌شناسی». نیویورک: هارپر و رو، ۱۹۶۸. هارموندزورث: کتاب‌های پنگوئن، ۱۹۷۰. به‌عنوان کتاب مشعل هارپر، ۱۹۷۱.
- «هنر و اشیاء آن: با شش مقاله تکمیلی». نسخه ۲ بعدی. کمبریج، نیویورک: انتشارات دانشگاه کمبریج، ۱۹۸۰.
- «یک عاشقانه خانوادگی لندن»: جاناتان کیپ، ۱۹۶۹. نیویورک: فارار، استراوس، ژیرو، ۱۹۶۹ (رمان).
- فروید. (Fontana Modern Masters) لندن: کالینز، ۱۹۷۱. شومیز، ۱۹۷۳. انتشارات دانشگاه آمریکایی و بعداً کمبریج (۱۹۸۱). باعنوان زیگموند فروید.
- «دربارهٔ هنر و ذهن: مقالات و سخنرانی‌ها». کمبریج، ماساچوست: انتشارات دانشگاه هاروارد، ۱۹۷۲.
- «خود خوب و خود بد: روان‌شناسی اخلاقی ایده‌آلیسم بریتانیا و مکتب روان‌کاوی انگلیسی» (۱۹۷۵) - تکرار. در ذهن و اعماق آن، ۱۹۹۳.
- «گوسفند و تشریفات» (1976) - repr. در ذهن و اعماق آن، ۱۹۸۳.
- «رشته زندگی». کمبریج، ماساچوست: انتشارات دانشگاه هاروارد، ۱۹۸۴.
- «نقاشی به‌مثابه یک هنر». اندرو ام. ملون سخنرانی در هنرهای زیبا، گالری ملی هنر، واشینگتن، دی سی کمبریج، ماساچوست: انتشارات دانشگاه هاروارد، ۱۹۸۷.
- «ذهن و اعماق آن». کمبریج، ماساچوست: انتشارات دانشگاه هاروارد، ۱۹۹۳ (مقالات).
- «در مورد احساسات». نیوهیون و لندن: انتشارات دانشگاه ییل، ۱۹۹۹.
- «میکروب‌ها: خاطرات دوران کودکی». لندن: انتشارات Waywiser، ۲۰۰۴.

### کتاب‌های ویرایش‌شده
- تصویر در فرم: برگزیده نوشته‌های آدریان استوکس (۱۹۷۴)
- فروید: مجموعه‌ای از مقالات انتقادی (۱۹۷۴)
- مقالات فلسفی درباره فروید، با جیمز هاپکینز. کمبریج: انتشارات دانشگاه کمبریج، ۱۹۸۲.
- RBKitaj: یک گذشته نگر، با ریچارد مورفت. لندن: انتشارات تیت، ۱۹۹۴.

### مقالات برگزیده
- «هنر حداقلی»، مجله هنر (ژانویه ۱۹۶۵): ۲۶–۳۲. نماینده در هنر و ذهن.
- «زبان‌های هنر نلسون گودمن»، مجله فلسفه: ۶۲، شماره. 16 (Ag. 1970): ۵۳۱.
- «آدریان استوکس، منتقد، نقاش، شاعر»، مکمل ادبی تایمز (۱۷ فوریه ۱۹۷۸): ۲۰۷–۲۰۹.
- «کابینه دکتر لاکان»، توپوی: ۱۰ شماره. 2 (1991): 163-174.
- «Bed out of Leaves ,"London Review of Books 25, no. 23 (4 دسامبر 2003).